# Laticoleus mobilis
Laticoleus mobilis är en stekelart som beskrevs av Delobel 1974. Laticoleus mobilis ingår i släktet Laticoleus och familjen brokparasitsteklar. Inga underarter finns listade i Catalogue of Life.